# 山科朝則
山科 朝則（やましな とものり、1966年8月1日 - ）は、日本の政治家。山形県新庄市長（1期）。元山形県議会議員（3期）。

## 略歴
山形県新庄市出身。日本大学農獣医学部食品経済学科卒業。
青果会社役員を経て、2007年に山形県議会議員選挙に立候補するが、落選。2011年の山形県議会議員選挙で初当選し、3期務める。
2015年6月よりJA新庄市会長を務める。2017年の山形県知事選挙では、非自民勢力が支援する現職の吉村美栄子を支援したため、当時所属していた自民党会派を離脱した。2018年6月には、全国農業者農政運動組織連盟が実施した、翌年の第25回参議院議員通常選挙の組織内候補を選ぶ予備選挙に立候補したが、現職の山田俊男に敗れた。
2023年9月10日投開票の新庄市長選挙に吉村美栄子知事の支援を受けて立候補し、5期目を目指した現職の山尾順紀、新人で自民党が推薦するもがみ物産協会前社長の津藤真知子との三つ巴を制して初当選した。
当日有権者数：28,037人（男性13,367人、女性14,670人）。投票率：68.57%（前回比+6.3pts）。
得票数は山科：9,545票、津藤：5,649票、山尾：3,916票だった。

## 政策・市政
2023年の市長選では、2023年10月に移転・開院する県立新庄病院を核にした地域医療の充実や、2024年4月に開学する東北農林専門職大学と小中学校との教育連携や産学連携を訴え、支持を広げた。
また、市長選で争点となった東北中央自動車道・新庄インターチェンジ付近への「道の駅構想」については新たな賑わいの拠点として官民一体で前向きに進めるとの考えを示した。

## 関連リンク
- 山科とものりオフィシャルサイト
- 山科朝則 山朝健政會 - Facebook
- 山科朝則 （山科朝則後援会） - Facebook
- 市長の部屋